# Mikola Riabchuk
Mikola Yuriovich Riabchuk (en ucraniano: Микола Юрійович Рябчук; Lutsk, 27 de septiembre de 1953) es un intelectual, periodista, analista político, crítico literario, traductor y escritor ucraniano. Riabchuk es conocido por sus artículos y ensayos analíticos sobre política ucraniana, identidad nacional y análisis de la historia de Ucrania desde la perspectiva poscolonial. Está casado con la poetisa ucraniana Natalka Bilotserkivets.

## Biografía
Riabchuk nació en Lutsk, al oeste de Ucrania. Estudió ingeniería en la Universidad Politécnica de Leópolis. Fue miembro del grupo literario en torno a Grigori Chubai, con quien escribió el almanaque literario samizdat "Skrynya", por lo que fue expulsado de la universidad. En consecuencia, aceptó diferentes trabajos, como ferroviario, electricista teatral, etc. En 1988, Riabchuk se graduó en el Instituto de Literatura Maksim Gorki de Moscú.  
De 1985 a 1994 Riabchuk trabajó como redactor de la revista "Vsesvit", dedicada a traducciones de literatura de lenguas extranjeras. En la década de 1990, Riabchuk fue editor de la revista Suchasnist, que publicaba nueva literatura ucraniana; es responsable de haber dado a conocer al gran público a varios escritores ucranianos ahora famosos. Riabchuk fue uno de los fundadores de la revista Kritika. Desde 1997 es miembro de la Asociación de Escritores Ucranianos. Escribe una columna semanal para "Gazeta po-ukrayinsky". Riabchuk es actualmente investigador en el Centro Ucraniano de Estudios Culturales de Kiev. En 2005 obtuvo el título de candidato en Ciencias Políticas en el Instituto de Estudios Políticos y Étnicos de la Academia Nacional de Ciencias de Ucrania.
Desde 2014 es presidente del jurado del premio Angelus de Literatura Centroeuropea. Es presidente del PEN Ucrania desde septiembre de 2016 y en este cargo, trabajó con su adjunto Andrei Kurkov para garantizar que el 83º Congreso del PEN se celebrara en Ucrania.

## Premios
- Premio POLCUL, 1998
- Premio Capitula Polaco-Ucraniano en 2002 por su contribución a la reconciliación polaco-ucraniana.
- Premio Libro del Año, 2000 y 2003.
- Premio Antonovich en 2003 por sus destacados logros en el campo de las humanidades

## Libros
- Invierno en Leópolis (poemario)
- Ukraine on Its Meandering Path Between East and West (Interdisciplinary Studies on Central and Eastern Europe), de Andrej N. Lushnycky (editor) y Mykola Riabchuk (editor) (2009).
- Od Małorosji do Ukrainy ISBN 83-242-0098-3 (2003)
- Od Malorusije do Ukrajine. - Beograd: Svetozar Markovic, 2003
- Dwie Ukrainy ISBN 83-89185-07-5 (2004)
- Ogród Metternicha Wrocław: Kolegium Europy Wschodniej, 2010
- De La Petite Russie a L'Ukraine ISBN 2747551342 (2003)
- Die reale und die imaginierte Ukraine ISBN 978-3-518-12418-5 (2005)
- Gleichschaltung. Consolidación autoritaria en Ucrania 2010-2012 (ENG) ISBN 978-617-684-001-5 (2012)